# Nyambe Mulenga
Henry Nyambe Mulenga, né le 27 août 1987 à Chingola (Zambie), est un ancien footballeur international zambien jouant comme défenseur pour l'équipe nationale zambien de 2008 à 2015.

## Biographie
En 2007 il est membre de l'équipe  de Zambie des moins de 20 ans arrivé en quart de finale de la Coupe du monde de football au Canada. 
Il fait par la suite partie de l'équipe zambienne notamment victorieuse de la Coupe d'Afrique des nations 2012.